# The Essential Jimi Hendrix
The Essential Jimi Hendrix jest wydaną pośmiertnie kompilacją piosenek Jimiego Hendriksa, zawierającą niektóre utwory z takich płyt jak: Are You Experienced?, Axis: Bold as Love, Electric Ladyland, The Cry of Love, Rainbow Bridge, War Heroes.

## Lista utworów
Autorem wszystkich utworów, chyba że zaznaczono inaczej jest Jimi Hendrix.

### Wydanie LP (1978)
| Strona A | Strona A                   | Strona A |
| Nr       | Tytuł utworu               | Długość  |
| -------- | -------------------------- | -------- |
| 1.       | „Are You Experienced?”     | 4:07     |
| 2.       | „Third Stone from the Sun” | 6:37     |
| 3.       | „Purple Haze”              | 2:47     |
| 4.       | „Little Wing”              | 2:24     |
| 5.       | „If 6 Was 9”               | 5:32     |
|          |                            | 21:27    |

| Strona B | Strona B                       | Strona B |
| Nr       | Tytuł utworu                   | Długość  |
| -------- | ------------------------------ | -------- |
| 1.       | „Bold as Love”                 | 4:08     |
| 2.       | „Little Miss Lover”            | 2:20     |
| 3.       | „Castles Made of Sand”         | 2:45     |
| 4.       | „Gypsy Eyes”                   | 3:39     |
| 5.       | „Burning of the Midnight Lamp” | 3:35     |
| 6.       | „Voodoo Child (Slight Return)” | 5:08     |
|          |                                | 21:35    |

| Strona C | Strona C                                    | Strona C |
| Nr       | Tytuł utworu                                | Długość  |
| -------- | ------------------------------------------- | -------- |
| 1.       | „Have You Ever Been (to Electric Ladyland)” | 2:11     |
| 2.       | „Still Raining, Still Dreaming”             | 4:22     |
| 3.       | „House Burning Down”                        | 4:33     |
| 4.       | „All Along the Watchtower” (Dylan)          | 4:00     |
| 5.       | „Room Full of Mirrors”                      | 3:16     |
| 6.       | „Izabella”                                  | 2:51     |
|          |                                             | 21:13    |

| Strona D | Strona D         | Strona D |
| Nr       | Tytuł utworu     | Długość  |
| -------- | ---------------- | -------- |
| 1.       | „Freedom”        | 3:24     |
| 2.       | „Dolly Dagger”   | 4:43     |
| 3.       | „Stepping Stone” | 4:11     |
| 4.       | „Drifting”       | 3:46     |
| 5.       | „Ezy Ryder”      | 4:09     |
|          |                  | 20:13    |

| Bonusowy EP | Bonusowy EP                                 | Bonusowy EP |
| Nr          | Tytuł utworu                                | Długość     |
| ----------- | ------------------------------------------- | ----------- |
| 1.          | „Gloria (tylko niektóre edycje)” (Morrison) | 8:47        |
|             |                                             | 8:47        |

### Artyści nagrywający płytę
- Jimi Hendrix – gitara, śpiew, gitara basowa – B4, C1, C4
- Mitch Mitchell – perkusja
- Noel Redding – gitara basowa
- Buddy Miles – perkusja – C5
- Billy Cox – gitara basowa – C5, C6, D1, D2, D3, D4, D5

### Reedycja CD (1989)
| CD1 | CD1                             | CD1     |
| Nr  | Tytuł utworu                    | Długość |
| --- | ------------------------------- | ------- |
| 1.  | „Are You Experienced?”          | 4:07    |
| 2.  | „Third Stone From the Sun”      | 6:37    |
| 3.  | „Purple Haze”                   | 2:47    |
| 4.  | „Hey Joe” (Roberts)             | 3:25    |
| 5.  | „Fire”                          | 2:41    |
| 6.  | „Foxy Lady”                     | 3:15    |
| 7.  | „The Wind Cries Mary”           | 3:15    |
| 8.  | „I Don’t Live Today”            | 3:49    |
| 9.  | „Little Wing”                   | 2:24    |
| 10. | „If 6 Was 9”                    | 5:32    |
| 11. | „Bold as Love”                  | 4:08    |
| 12. | „Little Miss Lover”             | 2:20    |
| 13. | „Castles Made of Sand”          | 2:45    |
| 14. | „Gypsy Eyes”                    | 3:39    |
| 15. | „Burning of the Midnight Lamp”  | 3:35    |
| 16. | „Voodoo Child (Slight Return)”  | 5:08    |
| 17. | „Crosstown Traffic”             | 2:17    |
| 18. | „Still Raining, Still Dreaming” | 4:22    |
|     |                                 | 1:06:06 |

| CD2 | CD2                                                          | CD2     |
| Nr  | Tytuł utworu                                                 | Długość |
| --- | ------------------------------------------------------------ | ------- |
| 1.  | „Have You Ever Been (To Electric Ladyland)”                  | 2:11    |
| 2.  | „All Along the Watchtower” (Dylan)                           | 4:00    |
| 3.  | „House Burning Down”                                         | 4:33    |
| 4.  | „Room Full of Mirrors”                                       | 3:16    |
| 5.  | „Izabella”                                                   | 2:51    |
| 6.  | „Freedom”                                                    | 3:24    |
| 7.  | „Dolly Dagger”                                               | 4:43    |
| 8.  | „Stepping Stone”                                             | 4:11    |
| 9.  | „Drifting”                                                   | 3:46    |
| 10. | „Ezy Ryder”                                                  | 4:09    |
| 11. | „Wild Thing” (Taylor)                                        | 6:44    |
| 12. | „Machine Gun”                                                | 12:09   |
| 13. | „Star Spangled Banner” (Traditional)                         | 3:45    |
| 14. | „Gloria (utwór bonusowy - tylko niektóre edycje)” (Morrison) | 8:47    |
|     |                                                              | 1:08:29 |

### Artyści nagrywający płytę
- Jimi Hendrix – gitara, śpiew, gitara basowa – CD2 (1, 2)
- Mitch Mitchell – perkusja
- Noel Redding – gitara basowa
- Buddy Miles – perkusja – CD2 (12)
- Billy Cox – gitara basowa – CD2 (4, 5, 6, 7, 8, 9, 10, 12)